# Mama Do (Uh Oh, Uh Oh)

Mama Do est le 1er single de la chanteuse britannique Pixie Lott sorti en 2009. Il s'est classé dès la semaine de sa sortie no 1 des ventes de singles au Royaume-Uni, avec plus de 50 000 copies passées en caisse. Il apparait dans l'album Turn It Up.